# Avusy
Avusy (toponimo francese) è un comune svizzero di 1 434 abitanti del Canton Ginevra.

## Storia
Il comune di Avusy è stato istituito nel 1847 con la soppressione del comune di Avusy-Laconnex-Soral e la sua divisione nei nuovi comuni di Avusy e Laconnex-Soral.

## Monumenti e luoghi d'interesse

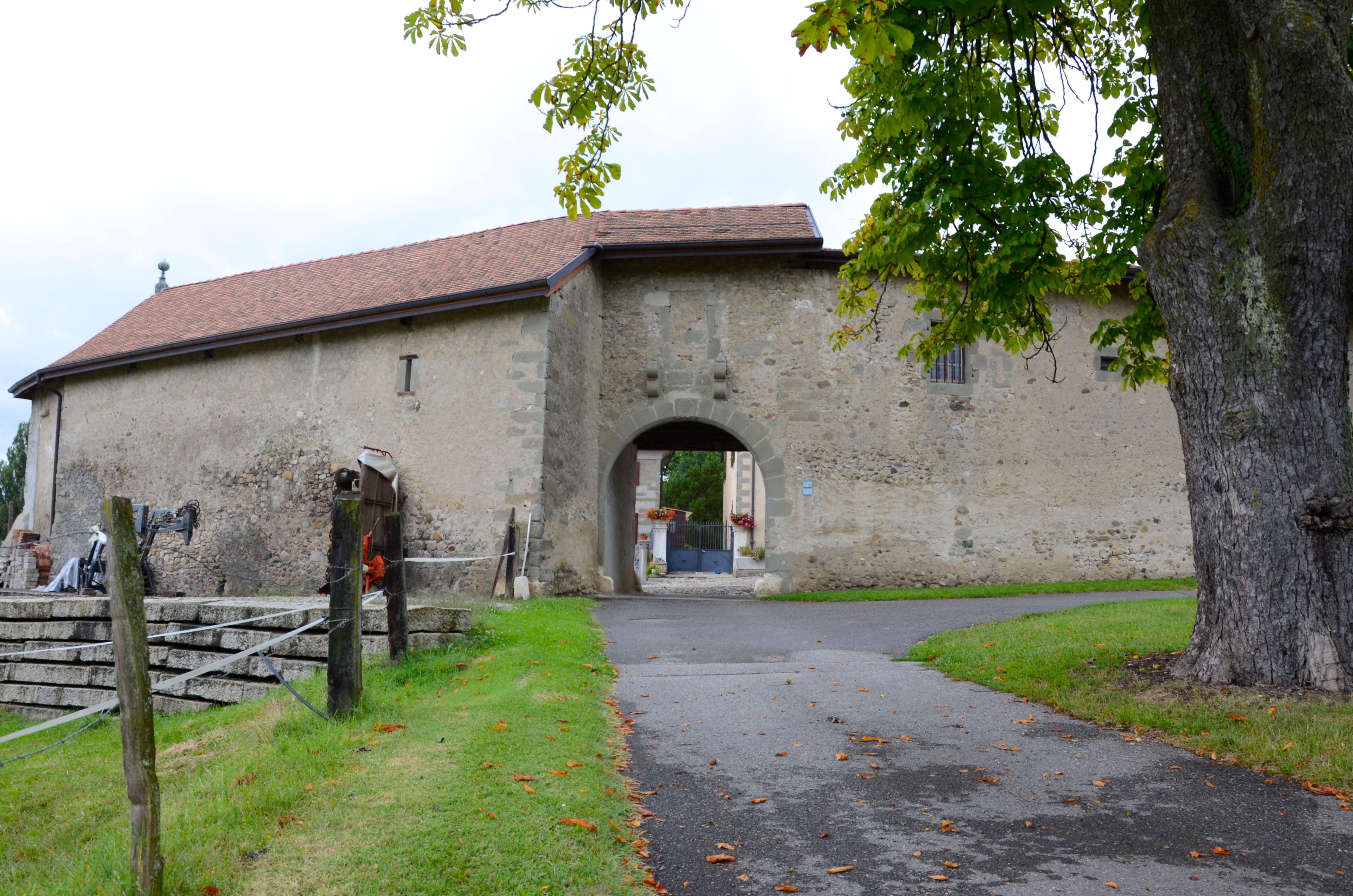
Il castello di Champlong

- Cappella riformata (già di Sant'Andrea), attestata dal 1481-1482[1];
- Cappella cattolica di San Carlo Borromeo, eretta nel 1758[1];
- Castello di Champlong[1].

## Società

### Evoluzione demografica
L'evoluzione demografica è riportata nella seguente tabella:
Abitanti censiti

## Geografia antropica

### Frazioni
Le frazioni di Avusy sono:
- Avusy-Village
- Athenaz
- Champlong
- Sézegnin[4]
  - Le Colombier

## Amministrazione
Ogni famiglia originaria del luogo fa parte del comune patriziale che ha la responsabilità della manutenzione di ogni bene comune.